# Коканова, Невена
Неве́на Богда́нова Кока́нова (болг. Невена Богданова Коканова; 12 декабря 1938, Дупница, Болгария — 3 июня 2000, София, Болгария) — болгарская актриса театра, кино и телевидения. Народная артистка НРБ.

## Биография
Не получила актёрского образования. Свою творческую деятельность начала в 1956 году с работы в Ямбольском театре. В кино дебютировала в 1956 году («Две победы»). Снималась за рубежом. Член БКП с 1971 года.
Член жюри IX Московского международного кинофестиваля.
Была замужем за кинорежиссёром Любомиром Шарланджиевым.
Имя актрисы носит Театр Невены Кокановой в Ямболе.

## Фильмография

### Актриса
- 1957 — Годы любви / Години за любов — Эма
- 1959 — Тихим вечером / В тиха вечер — Бойка
- 1961 — Будь счастлива, Ани! / Бъди щастлива, Ани! — Ани
- 1961 — Крутая тропинка / Стръмната пътека — Елена
- 1962 — Табак / Тютюн — Ирина (в советском прокате «Конец „Никотианы“»)
- 1963 —  / Среднощна среща — Ана
- 1963 — Инспектор и ночь / Инспекторът и нощта — Жана
- 1964 — Похититель персиков / Крадецът на праскови — Лиза
- 1966 — Карамболь / Карамбол — Ана
- 1966 — Самая длинная ночь / Най-дългата нощ — женщина-врач
- 1967 — До победы и дальше / До победата и след нея — медицинская сестра
- 1967 — Отклонение / Отклонение — Неда
- 1967 — Запах миндаля / С дъх на бадеми — Герда
- 1968 — Гибель Александра Великого / Гибелта на Александър Велики — гостья из Софии
- 1968 — Галилео Галилей / Galileo — возлюбленная Галилея (Италия—Болгария)
- 1968 — Опасный полет / Опасен полет — доктор Белчева
- 1968 — Мужья в командировке / Мъже в командировка — Данчето
- 1969 — Танго / Танго — Хаваджиева
- 1970 —  / Botschafter morden nicht — Мария (сериал, ГДР)
- 1970 — Сердце человеческое / Сърце човешко — Лена
- 1971 — Странный поединок / Странен двубой — Божанова
- 1971 — Мальчик уходит / Момчето си отива — Тинка (в советском прокате «Вольная птица»)
- 1972 — Круги любви / Кръгове на обичта — женщина с миндалевидными глазами
- 1972 — Любовь / Обич — Ирина
- 1973 — Тигрёнок / Тигърчето — джин (мать)
- 1973 — Самый лучший человек, которого я знаю / Най-добрият човек, когото познавам — учительница Николина Бонева
- 1973 — Дети играют на улице / Деца играят вън
- 1974 — Мой отец – маляр / Баща ми, бояджията — мать
- 1974 — Дерево без корней / Дърво без корен — сноха
- 1974 — Последний холостяк / Последният ерген — Фани
- 1974 — Жизнь и смерть  / На живот и смърт — Надежда Захарова (ТВ)
- 1975 — Свадьбы Иоанна Асена / Сватбите на Йоан Асен — Мария
- 1975 — Не уходи! / Не си отивай! — Тинка
- 1976 — Воспоминание о двойняшке / Спомен за близначката — Невена
- 1976 — Циклоп / Циклопът — Зоя
- 1976 — Матриархат / Матриархат — Жанета
- 1976 — Гореть, чтобы светить / Изгори, за да светиш — Данева
- 1977 — Солнечный удар / Слънчев удар — Невена
- 1978 —  / Чуй петела — бабушка Петрунка
- 1979 — Одни среди волков / Сами сред вълци (сериал)
- 1980 — Три смертных греха / Трите смъртни гряха — Леля Дона
- 1980 — Вонни / Уони
- 1980 — Белый танец / Дами канят — дальняя родственница
- 1980 — Приключения Авакума Захова / Приключенията на Авакум Захов (сериал)
- 1980 — Тырновская царица / Търновската царица — Смилова
- 1981 —  / Слънце на детството
- 1981 — Барсук / Язовецът — француженка
- 1982 — Осеннее солнце / Есенно слънце — Тинка
- 1982 — Кристаллы / Кристали — Слава
- 1982 — Предупреждение / Предупреждението — Любица Ивошевич (Болгария—ГДР—СССР)
- 1983 — Константин Философ / Константин Философ
- 1984 — Опасные чары / Опасен чар
- 1984 — Спасение / Спасението — жена Бакарджиева
- 1985 — Этот прекрасный, зрелый возраст / Тази хубава зряла възраст — Елена
- 1985 — Лесной народ / Горски хора —
- 1986 — Эшелон / Ешелоните — Сара
- 1986 — Три Марии и Иван / Три Марии и Иван — Мария Стоилова
- 1990 — Деревенька / Селцето (сериал)
- 1991 — Хочу в Америку / Искам Америка — Мария
- 1993 —  / Сезонът на канарчетата

### Режиссёр
- 1980 — Три смертных греха / Трите смъртни гряха (закончила фильм после смерти мужа Любомира Шарланджиева)

## Награды
- 1967 — Заслуженная артистка НРБ
- 1969 — Орден «Кирилл и Мефодий» I степени
- 1974 — Народная артистка НРБ
- 1986 — Димитровская премия
- 1999 — Орден «Стара-планина» I степени